# الزمن الإحداثي
الزمن الإحداثي من مفاهيم نظرية النسبية. من الملائم التعبير عن النتائج من حيث نظام إحداثيات الزمكاني بالنسبة إلى الملاحظ الضمني. وفي العديد من أنظمة الإحداثيات، يعين الحدث حسب إحداثية زمنية واحدة وثلاثة إحداثيات مكانية والوقت المحدد بإحداثيات الوقت يسمى الزمن الإحداثي لتمييزه عن الزمن المناسب.
في النظرية النسبية، من الملائم التعبير عن النتائج من حيث نظام إحداثيات الزمكان بالنسبة لمراقب ضمني. في العديد من أنظمة الإحداثيات (وليس كلها)، يتم تحديد الحدث بإحداثيات زمنية واحدة وثلاثة إحداثيات مكانية. ويشار إلى الوقت المحدد بإحداثيات الوقت بالوقت الإحداثي لتمييزه عن الوقت المناسب.
في الحالة الخاصة لراصد قصوري في النسبية الخاصة، وفقًا للاتفاقية، يكون الوقت الإحداثي في حدث ما هو نفس الوقت المناسب الذي يتم قياسه بواسطة ساعة موجودة في نفس موقع الحدث، وتكون ثابتة بالنسبة للراصد وتلك تمت مزامنتها مع ساعة المراقب باستخدام اتفاقية التزامن الخاصة بأينشتاين.